# Joseph Joubert
Joseph Joubert (7. května 1754 Montignac – 4. května 1824, Paříž) byl francouzský moralista a esejista. Za svého života nepublikoval, zaznamenával své myšlenky pouze v denících a dopisech přátelům. Po jeho smrti vdova svěřila dochované zápisky Joubertovu příteli Chateaubriandovi, jenž publikoval výběr z pozůstalosti roku 1838 pod názvem Recueil des pensées de M. Joubert (Sebrané myšlenky pana Jouberta). Později byly uveřejněny další dosud nevydané zápisky a Joubertova korespondence.